# Equação de Klein–Gordon
Em mecânica quântica, a  equação de Klein–Gordon é a versão relativista da equação de Schrödinger. Algumas vezes chamada de Klein–Fock–Gordon ou Klein–Gordon–Fock.
É a equação de movimento de um campo escalar ou pseudo-escalar quântico. Este campo descreve partículas sem spin. Esta equação não corresponde a uma densidade de probabilidade definida positiva e além disso é de segunda ordem na derivada temporal, o que impede uma interpretação física simples. Ela descreve uma partícula pontual que se propaga nos dois sentidos temporais e a sua interpretação é possível recorrendo à teoria de antipartículas desenvolvida por Feynman e Stueckelberg. Todas soluções da equação de Dirac são soluções da equação de Klein-Gordon, mas o inverso é falso. 

## A equação
A equação de Klein–Gordon é derivada aplicando o processo de quantização a relação de energia relativística para uma partícula livre:
{\displaystyle E^{2}=c^{2}{\vec {\textbf {p}}}^{2}+m^{2}c^{4}}
fazendo as identificações padrão {\displaystyle {\vec {\textbf {p}}}\to -i\hbar \nabla } e {\displaystyle E\to i\hbar \partial _{t}}, em unidades SI se obtém a forma:
{\displaystyle {\frac {1}{c^{2}}}{\frac {\partial ^{2}}{\partial t^{2}}}\phi -\nabla ^{2}\phi +{\frac {m^{2}c^{2}}{\hbar ^{2}}}\phi =0.}
que também é frequentemente reescrita de forma mais compacta utilizando o operador d'alembertiano {\displaystyle \Box ={\frac {1}{c^{2}}}\partial _{tt}-\nabla ^{2}} e em unidades naturais:
{\displaystyle \left(\Box +m^{2}\right)\phi =0}
No contexto de Teoria Quântica de Campos, a equação também pode ser derivada aplicando a equação de Euler-Lagrange para campos:
{\displaystyle {\frac {\partial }{\partial x^{\mu }}}\left({\frac {\partial {\mathcal {L}}}{\partial \left(\partial _{\mu }x\right)}}\right)-{\frac {\partial {\mathcal {L}}}{\partial x}}=0}
em que a convenção de soma de Einstein está em uso, à seguinte densidade de lagrangiana:
{\displaystyle {\mathcal {L}}={\frac {1}{2}}\left(\partial _{\mu }\phi \partial ^{\mu }\phi -{\frac {m^{2}c^{2}}{\hbar ^{2}}}\phi ^{2}\right)}.
Neste contexto, após o processo de segunda quantização, se diz  que este campo de Klein-Gordon descreve bósons sem carga, sem spin de massa m.

##### Versão Complexa
Há uma versão complexa do campo de Klein-Gordon podendo ser derivada da densidade de Lagrangiana:
{\displaystyle {\mathcal {L}}={\frac {1}{2}}\left(\partial _{\mu }\phi ^{*}\partial ^{\mu }\phi -{\frac {m^{2}c^{2}}{\hbar ^{2}}}\phi ^{*}\phi \right)}
satisfazendo:
{\displaystyle \left(\Box +{\frac {m^{2}c^{2}}{\hbar ^{2}}}\right)\phi =0~~~~~~~~~~~~\left(\Box +{\frac {m^{2}c^{2}}{\hbar ^{2}}}\right)\phi ^{*}=0}
A este campo {\displaystyle \phi } estão associados bósons com carga, sem spin de massa m.

### História
A equação foi nomeada em honra dos físicos Oskar Klein e Walter Gordon, que a propuseram no ano de 1927 para descrever electrões relativistas. No entanto, foi mais tarde descoberto que os electrões são partículas com spin e corretamente descritos pela equação de Dirac. A equação de Klein Gordon descreve corretamente partículas escalares como o pião. 